# (4011) Bakharev
(4011) Bakharev (1978 SC6) – planetoida z grupy pasa głównego asteroid okrążająca Słońce w ciągu 3,26 lat w średniej odległości 2,2 j.a. Odkryta 28 września 1978 roku.